# Юдома
Юдома — река в России, протекает в Якутии и Хабаровском крае, правый приток реки Маи (бассейн Лены).
Длина реки — 765 км. Средний расход воды — 342 м³/с. Высота устья — 190 м над уровнем моря.

## География
Исток реки в Хабаровском крае на северо-западном склоне хребта Сунтар-Хаята. Юдома образуется слиянием двух рек: Ниткан и Авлия. В верховьях река течёт на юго-юго-запад, затем поворачивает к юго-западу и северо-западу, где пересекается с дорогой в Охотск — Юдомский Крест (телефонно-телеграфная и разъездная станция на трассе Якутск — Охотск (Охотский тракт)). Далее река направляется к юго-западу и к югу, затем к западу и юго-западу, а в низовьях, около реки Бык, поворачивает на юго-юго-запад и впадает в реку Маю с правой стороны.
На значительном протяжении (от места примерно в 20 км выше Югорёнка до устья) служит границей между Якутией и Хабаровским краем.
Течение извилистое и быстрое, берега крутые, много подводных камней, порогов и мелей.
Питание дождевое и снеговое, в верховьях также ледниковое. Ледостав в октябре, вскрывается в мае. Весной сильно разливается, затопляя долину в устье.
Судоходна на 217 км от устья.

## Гидрология
| Средний расход воды (м³/с) реки Юдома по месяцам с 1944 по 1998 гг. (замеры производились на гидрологическом посту в 12 км от устья) |

## Притоки
- Правые:
  - Сарендикат
  - Бык
  - Етавна
  - Акачан
  - Кютеп
  - Джапканга
- Левые:
  - Дерби
  - Лады
  - Нюлик
  - Горби
  - Кяла

## Данные водного реестра
По данным государственного водного реестра России и геоинформационной системы водохозяйственного районирования территории РФ, подготовленной Федеральным агентством водных ресурсов:
- Бассейновый округ — Ленский
- Речной бассейн — Лена
- Речной подбассейн — Алдан
- Водохозяйственный участок — Мая от водомерного поста с. Аим до устья